# Масканов, Солтон Амырович
Солтон Амырович Масканов — советский хозяйственный, государственный и политический деятель, полный кавалер ордена Трудовой Славы.

## Биография
Родился в 1940 году в селе Мухор-Тархата. Член КПСС.
С 1944 года — на хозяйственной, общественной и политической работе. В 1944—2010 гг. — подпасок, пастух, помощник чабана, чабан колхоза «50 лет СССР» Кош-Агачского района Горно-Алтайской автономной области, старший чабан колхоза «Мухор-Тархата» Кош-Агачского района Республики Алтай.
Указами Президиума Верховного Совета СССР от 23 декабря 1976 года и от 12 марта 1982 года награждён орденами Трудовой Славы 3-й и 2-й степеней.
Делегат XXVI съезда КПСС.
Указом Президиума Верховного Совета СССР от 10 мая 1988 года награждён орденом Трудовой Славы 1-й степени.
Указом Президента России № 906 от 7 сентября 1995 года награждён орденом «За заслуги перед Отечеством» IV степени.
Умер в селе Мухор-Тархата в 2022 году.